# Musokios
Musokios (griechisch Μουσοκιος) war im späten 6. Jahrhundert der Anführer eines slawischen Verbandes in einem Gebiet irgendwo nördlich der Donau. Wo dieser genau geographisch zu verorten ist, ist unbekannt.
593 drangen im Zuge der Balkanfeldzüge des Maurikios byzantinische Truppen unter dem Befehl des Priskos über die Donau in slawisches Gebiet vor und besiegten den Heerführer Ardagast. Mukosios wurde durch falsche Informationen in eine Falle gelockt und von den Byzantinern gefangen genommen seine Untertanen wurden anscheinend massakriert. Die Schilderungen lassen vermuten, dass sein Machtbereich in einiger Entfernung der südlichen Donaugrenze zum Byzantinischen Reich lag, da die byzantinische Armee erst gegen Ardagast kämpfte, ehe sie in das Gebiet von Musokios vorstoßen konnte.
Weitere Nachrichten über ihn sind nicht überliefert.